# Corybas albipurpureus
Corybas albipurpureus är en orkidéart som beskrevs av Pieter van Royen. Corybas albipurpureus ingår i släktet Corybas, och familjen orkidéer. Inga underarter finns listade i Catalogue of Life.